# Zdzisław Ulatowski
Zdzisław Ulatowski (ur. 20 czerwca 1949) – polski piłkarz i trener.
Związany przez większość swojego piłkarskiego życia z Łódzkim Klubem Sportowym, barw którego bronił w latach 1967–1969 (m.in. 2 występy w ekstraklasie).
W sezonie 1990/1991 po wielu latach pracy z młodzieżą w klubie z al. Unii Lubelskiej 2, został I trenerem drużyny seniorów, przejmując stery od słynnego Leszka Jezierskiego. Na skutek słabych wyników został zdymisjonowany przed końcem sezonu.
Jego synem jest Rafał Ulatowski, trener piłkarski i komentator sportowy.